# Sokółka (công xã)
Gmina Sokółka là một  Gmina đô thị-nông thôn (công xã) ở Sokółka, Podlaskie Voivodeship, ở phía đông bắc Ba Lan, ở biên giới với Belarus. Khu vực hành chính của nó là thị trấn Sokółka, nằm cách khoảng 39 kilômét (24 mi) về phía đông bắc của thủ đô khu vực Białystok.
Gmina có diện tích là 313,62 kilômét vuông (121,1 dặm vuông Anh), và tính đến năm 2006, tổng dân số của nó là 26.406 (trong đó dân số của Sokółka lên tới 18.888, và dân số của vùng nông thôn của  Gmina là 7.518).
Gmina gồm một phần của khu vực được bảo vệ có tên là Công viên cảnh quan rừng Knyszyń.

## Làng
Ngoài thị trấn Sokolka, Gmina Sokolka chứa các làng và các khu định cư của Bachmatówka, Bilwinki, Bobrowniki, Bogusze, Boguszowski Wygon, Bohoniki, Dąbrówka, Drahle, Dworzysk, Geniusze, Gilbowszczyzna, Gliniszcze Nam, Gliniszcze Wielkie, Gnidzin, Halańskie Ogrodniki, Hale, Igryły, Jałówka, Janowszczyzna, Jelenia Góra, Kantorówka, Karcze, Kraśniany, Kundzicze, Kundzin, Kundzin Koscielny, Kurowszczyzna, Kuryły, Lebiedzin, Lipina, Lipowa Góra, Malawicze Dolne, Malawicze Gorne, Maslanka, Mićkowa hac, Miejskie Nowiny, Nomiki, Nowa Kamionka, Nowa Moczalnia, Nowa Rozedranka, Nowinka, Orłowicze, Ostrówek, Pawełki, Pawłowszczyzna, Planteczka, Plebanowce, Podjałówka, Podjanowszczyzna, Podkamionka, Podkantorówka, Pogibło, Polanki, Poniatowicze, Puciłki, Ściebielec, Sierbowce, Słojniki, Smolanka, Sokolany, Stara Kamionka, Stara Mộczalnia, Stara Roenedranka, Stary Szor, Starzynka, Stodolne, Straz, Szyndziel, Szyszki, Tartak, Tatarszczyzna, Wierzchjedlina, Wierzchłowce, Wilcza Jama, Wojnachy, Woroniany, Wroczyńszczyzna, Wysokie Laski, Zadworzany, Zamczysk, Zaścianki (Bogusze), Zaścianki (Kurowszczyzna), Zaśpicze, Zawistowszczyzna và zuki.

## Gmina lân cận
Gmina Sokółka giáp với các Gmina của Czarna Białostocka, Janów, Kuźnica, Sidra, Supraśl và Szudziałowo. Nó cũng giáp Belarus.